# Косколь (Коскольський сільський округ, Каратобинський район)
Коско́ль (каз. Қоскөл) — село у складі Каратобинського району Західноказахстанської області Казахстану. Адміністративний центр Коскольського сільського округу.
Населення — 753 особи (2021; 1128 у 2009, 1454 у 1999, 1441 у 1989).